# 1754 Cunningham
1754 Cunningham (1935 FE) là một tiểu hành tinh nằm phía ngoài của vành đai chính được phát hiện ngày 29 tháng 3 năm 1935 bởi Delporte, E. ở Uccle.